# Vilhelm Grundtvig
Gustaf Vilhelm Grundtvig, född 26 juli 1866, död 22 april 1950, var en dansk biblioteksman.
Vilhelm Grundtvig var son till Johan Grundtvig. Han var bibliotekarie vid Landbohöjskolens bibliotek 1891–1903 och överbibliotekarie vid Aarhus stadsbibliotek 1903–1936. Grundtvig utgav förutom bibliotekshistoriska arbeten bland annat Begreberne i Sproget (1925), Den danske Skovbrugslitteratur indtil 1925 1-2 (tillsammans med Adolf Oppermann, 1931–1935) och Indledning til Bibliografien (1935).